# Augustine Ndzouli Ndoumbe
Augustine Ndzouli Ndoumbe es una deportista camerunesa que compitió en judo. Ganó una medalla de plata en el Campeonato Africano de Judo de 1997 en la categoría de –56 kg.

## Palmarés internacional
| Campeonato Africano | Campeonato Africano    | Campeonato Africano | Campeonato Africano |
| Año                 | Lugar                  | Medalla             | Categoría           |
| ------------------- | ---------------------- | ------------------- | ------------------- |
| 1997                | Casablanca (Marruecos) | Medalla de plata    | –56 kg              |